# کوروگونی (بایبورد)
کوروگونی (به ترکی استانبولی: Kurugüney) یک منطقهٔ مسکونی در ترکیه است که در بایبورد واقع شده‌است. کوروگونی ۵۴ نفر جمعیت دارد.